# Nitroplus
Nitroplus Co., Ltd., gestileerd als NITRO PLUS, is een Japanse computerspelontwikkelaar die werd opgericht op 1 juni 2000. Het bedrijf produceert visuele romans, inclusief eroge.
De ontwikkelstudio werkte samen met het bedrijf Type-Moon aan de publicatie van de roman Fate/Zero. Ze staan bekend om taboes in hun werken te verwerken. Ze hebben ook een dochterbedrijf onder de naam Nitro Chiral dat zich richt op het maken van visuele romans in de yaoi-stijl.
Vanaf 2000 wordt er een jaarlijks festival onder de naam "Nitro Super Sonic" georganiseerd met Ouka Satsurikuin als mascotte. In 2006 werd de mascotte vervangen door Super Sonico.

## Werken
- Phantom of Inferno (25 februari 2000)
- Vampirdzhija Vjedogonia (26 januari 2001)
- Kikokugai: The Cyber Slayer (29 maart 2002)
- "Hello, world." (27 september 2002)
- Zanma Taisei Demonbane (25 april 2003)
- Saya no Uta (26 december 2003)
- Phantom INTEGRATION (17 september 2004)
- Angelos Armas -Tenshi no Nichou Kenju- (28 januari 2005)
- Jingai Makyō (24 juni 2005)
- Hanachirasu (30 september 2005)
- Sabbat Nabe (december 2005)
- Dra†KoI (3 februari 2006)
- Kishin Hishou Demonbane (26 mei 2006)
- Gekkō no Carnevale (26 januari 2007)
- Zoku Satsuriku no Django -Jigoku no Shoukinkubi- (27 juli 2007)
- Sumaga (26 september 2008)
- Sumaga Special (26 juni 2009)
- Full Metal Daemon: Muramasa (30 oktober 2009)
- Axanael (17 december 2010)
- SoniComi (25 november 2011)
- Phenomeno (16 juni 2012)
- Guilty Crown: Lost Christmas (27 juli 2012)
- Kimi to Kanojo to Kanojo no Koi (28 juni 2013)
- Rakuen Tsuihō (15 november 2014)
- Nitroplus Blasterz: Heroines Infinite Duel (30 april 2015, ontwikkeld door Examu)
- Tokyo Necro (29 januari 2016)
- Thunderbolt Fantasy (8 juli 2016)
- Minikui Mojika no Ko (27 juli 2018)
- Warau Arusunotoria (4 maart 2021)
- Rusty Rabbit (17 april 2025)
- Dolls Nest (24 april 2025)

### Samenwerking met 5pb.
- Chaos;Head (25 april 2008)
- Chaos;head Noah (26 februari 2009)
- Steins;Gate (15 oktober 2009)
- Chaos;Head Love Chu Chu! (25 maart 2010)

### Samenwerking met DMM
Nitroplus en DMM brachten in januari 2015 het browserspel Touken Ranbu uit. In maart 2015 was dit een van de populairste spellen van DMM, na de enorm populaire Kantai Collection. In 2022 ontwikkelden en publiceerden Nitroplus en DMM, in samenwerking met Koei Tecmo Games, Touken Ranbu Warriors voor de Nintendo Switch en pc.

### Nitro Chiral-werken
- Togainu no Chi (25 februari 2005/29 mei 2008)
- Lamento -Beyond the Void- (10 november 2006)
- CHiRALmori (25 januari 2008)
- Sweet Pool  (19 december 2008)
- DRAMAtical Murder (23 maart 2012)
- DRAMAtical Murder re:connect (26 april 2013)
- THE CHiRAL NIGHT rhythm carnival (11 augustus 2017)
- Slow Damage (25 februari 2021)
- Slow Damage: Clean Dishes (27 april 2021)